# Hisko Hulsing
Hisko Hulsing (1971, Amsterdam) is een Nederlandse animator, regisseur, schilder en storyboard-tekenaar. Hij ontving vele prijzen waaronder de grote prijs op het Ottawa International Animation Film Festival en op het Shanghai Television Festival voor de film ‘’Junkyard’’. Hulsing´s film Junkyard werd gekozen in de Video Top 10 - 2014 door Vice USA en in de Video Top 10 - 2014 door de Vimeo Staff in New York.
In 2014 animeerde Hisko Hulsing Studio grote delen voor Kurt Cobain: Montage of Heck, een documentaire geregisseerd door Brett Morgen. De film ging in de Verenigde Staten in première op het Sundance Film Festival en in Europa op de Berlinale. Kurt Cobain: Montage of Heck werd door Universal Pictures wereldwijd uitgebracht in de bioscopen. HBO zond Kurt Cobain: Montage of Heck uit in 2015.
Vanaf 2018 werkt Hulsing als regisseur aan de animatieserie Undone voor Amazon Prime. In de serie combineert hij filmopnames van acteurs en 3D-animaties die worden overgetekend met Rotoscoop.

## Films
- Harry Rents a Room (1999)
- Seventeen (2004)
- MTV - Son of the Blob (2005)
- Junkyard (2012)
- The Last Hijack (geregisseerd door Tommy Pallotta, 2014)
- Kurt Cobain: Montage of Heck (geregisseerd door Brett Morgen, 2015)
- Undone (2019)[1]